# Donaudorf (Herrschaft)
Die Herrschaft Donaudorf war eine Grundherrschaft im Viertel ober dem Wienerwald im Erzherzogtum Österreich unter der Enns, dem heutigen Niederösterreich.

## Ausdehnung
Die Herrschaft umfasste zuletzt die Ortsobrigkeit über Donaudorf, Teichhäuser und Scharlreith. Der Sitz der Verwaltung befand sich im Schloss Donaudorf.

## Geschichte
Die letzte Inhaberin war Auguste Freiin Trenck von Tonder, als nach den Reformen 1848/1849 die Herrschaft aufgelöst wurde.